# رابرت داونی جونیور
رابرت جان داونی جونیور (انگلیسی: Robert John Downey, Jr.؛ زادهٔ ۴ آوریل ۱۹۶۵) بازیگر و تهیه‌کنندهٔ آمریکایی است. او توانست در سنین جوانی در بازیگری به موفقیت دست پیدا کند و به بازیگری محبوب تبدیل شود. او پس از ترک مصرف مواد مخدر و رفع مشکلات قانونی به تجدید موفقیت خود در سینما پرداخت. بر اساس اعلام مجله فوربز، داونی از سال ۲۰۱۳ تا ۲۰۱۵ در صدر فهرست پردرآمدترین بازیگران جهان قرار گرفته‌است، و از ژوئن ۲۰۱۴ تا ژوئن ۲۰۱۵ به میزان ۸۰ میلیون دلار درآمد داشته‌است. مجلهٔ تایم در سال ۲۰۰۸ از او به‌عنوان یکی از ۱۰۰ شخص تأثیرگذار در جهان یاد کرد. تا سال ۲۰۱۸، فیلم‌های داونی در مجموع بیش از ۴٫۸ میلیارد دلار فروش داشته‌اند و او را به سومین ستاره گیشهٔ ایالات متحده در تمام دوران‌ها تبدیل کردند.
داونی نخستین تجربهٔ بازیگری‌اش را در فیلمی به کارگردانی پدرش با نام پوند کسب کرد. وی برای بازی در نقش چارلی چاپلین در فیلم چاپلین (۱۹۹۲) نامزد جایزهٔ اسکار بهترین بازیگر نقش اول مرد و برندهٔ جایزهٔ بفتای بهترین بازیگر نقش اول مرد شد. در سال ۲۰۰۰ پس از درمان اعتیاد خود به مواد مخدر و رهایی از زندان ایالت متحده به اتهام قاچاق مواد مخدر، برای بازی در سریال الی مک‌بل به جمع بازیگران سریال پیوست و توانست یک جایزهٔ گلدن گلوب را از آن خود کند.
چشم‌انداز شغلی داونی با بازی در فیلم‌های کیس کیس بنگ بنگ (۲۰۰۵) و زودیاک (۲۰۰۷) بهبود یافت و برای بازی در فیلم کمدی تندر استوایی (۲۰۰۸) برای دومین بار نامزد جایزهٔ اسکار بهترین بازیگر نقش مکمل مرد شد. او از سال ۲۰۰۸ نقش مرد آهنی را در دنیای سینمایی مارول آغاز و در فیلم‌های متعددی این نقش را به عنوان بازیگر اصلی یا تک‌جلوه بازی کرد. نخستین فیلم او در این نقش، مرد آهنی (۲۰۰۸) بود و با انتقام‌جویان: پایان بازی (۲۰۱۹) به پایان رسید.
داونی همچنین در دو فیلم شرلوک هولمز (۲۰۰۹) و شرلوک هلمز: بازی سایه‌ها (۲۰۱۱) نقش شرلوک هولمز را بازی کرد. این دو فیلم توسط گای ریچی کارگردانی شده و هر کدام بیشتر از ۵۰۰ میلیون دلار در گیشه فروش داشته‌اند. قسمت نخست این فیلم داونی را برنده جایزه گلدن گلوب بهترین بازیگر نقش اول مرد کرد. داونی همچنین نقش‌های دراماتیکی را در قاضی (۲۰۱۴) و اوپنهایمر (۲۰۲۳) بازی کرد. او برای بازی در نقش لوئیس استراوز در فیلم دوم، برندهٔ جایزهٔ اسکار بهترین بازیگر نقش مکمل مرد شد.

## زندگی و خانواده
رابرت داونی جونیور در ۴ آوریل ۱۹۶۵ در منهتن نیویورک به دنیا آمد. پدر و مادر او هر دو بازیگر بودند. پدر او لیتوانیایی، مجارستانی و ایرلندی‌تبار است، و مادرش اصلیت اسکاتلندی، آلمانی و سوییسی دارد. داونی و خواهر بزرگ‌ترش در روستای گرینویچ بزرگ شدند.
کودکی داونی با اعتیاد پدرش احاطه شده بود. پدر او به مواد مخدر معتاد بود و به داونی اجازه داد تا در شش سالگی استفاده از ماری‌جوآنا را تجربه کند. البته پدر او گفته‌است که از آن «ماجرا پشیمان است.» داونی بعدها اظهار داشت که مصرف مواد مخدر با او و پدرش پیوند عاطفی برقرار می‌کرده‌است: «هنگامی که من و پدرم مشغول استعمال می‌شدیم انگار او سعی می‌کرد عشق خود را به من بیان کند.» در نهایت داونی در اثر استفاده بی‌رویه از مواد مخدر و مشروبات الکلی به آن‌ها معتاد شد.
او در دوران کودکی نقش‌های کوچکی در فیلم‌های پدرش داشت. اولین تجربه بازیگری او در سال ۱۹۷۰ و در فیلم پوند به دست آمد، هنگامی که پدر و مادرش در سال ۱۹۷۸ از هم جدا شدند، او با پدر خود به کالیفرنیا نقل‌مکان کرد. در سال ۱۹۸۲ از دبیرستان سانتا مونیکا بیرون آمد و به نیویورک بازگشت تا حرفه بازیگری را به‌طور تمام‌وقت دنبال کند.
او و کیفر ساترلند با بازی در فیلم ۱۹۶۹ به هالیوود راه یافتند و سه سال باهم، هم‌اتاقی بودند.

## حرفه

### ۱۹۸۳–۱۹۹۵: آغاز و تحسین منتقدان
داونی از سال ۱۹۸۳ شروع به‌کار در تئاتر کرد. از جمله کارهای او می‌توان به تئاتر شور آمریکایی به تهیه‌کنندگی نورمن لیر اشاره کرد. او در سال ۱۹۸۵ در کنار جیمز اسپیدر در فیلم توف توربو و در کنار جان هیوز در فیلم علوم عجیب بازی کرد، ولی درخششی از خود نشان نداد تا اینکه در سال ۱۹۸۷ و با بازی در کنار مالی رینگوالد در فیلم هنرمند برنده مورد توجه قرار گرفت.
داونی در سال ۱۹۸۷، به همراه برت ایستون الیس در فیلم کمتر از صفر بازی کرد. او در این فیلم نقش فردی به نام جولیان ولز که یک ثروتمند مبتلا به اعتیاد است را بازی می‌کرده. جانت ماسلین روزنامه‌نگار مجله نیویورک تایمز عملکرد داونی را مثبت ارزیابی کرد. به‌طور کلی نیز این فیلم و بازیگری داونی مورد ستایش و توجه قرار گرفت.
او در سال ۱۹۹۲، در فیلم چاپلین نقش چارلی چاپلین را بازی کرد. او بابت بازی در این فیلم برنده جایزه بفتای بهترین بازیگر نقش اول مرد شد و آل پاچینو برای بازی در فیلم بوی خوش زن این عنوان را به‌دست نیاورد.
در سال ۱۹۹۳، او در فیلم قلب و ارواح با الفری وودارد و کیرا سجویک بازی کرد. پس از آن در فیلم برش‌های کوتاه با متیو موداین و جولیان مور هم‌بازی شد. پس از آن در مستند آخرین حزب نویسندگی کرد. در سال ۱۹۹۴ در فیلم فقط تو با مریسا تومی بازی کرد، سپس در فیلم قاتلین بالفطره با وودی هارلسون هم‌بازی شد، و پس از آن در فیلم‌های بازسازی، ریچارد سوم، دو دختر و یک مرد، مارشال‌های آمریکایی و سیاه و سفید بازی کرد.

### ۱۹۹۶–۲۰۰۱: مشکلات شغلی

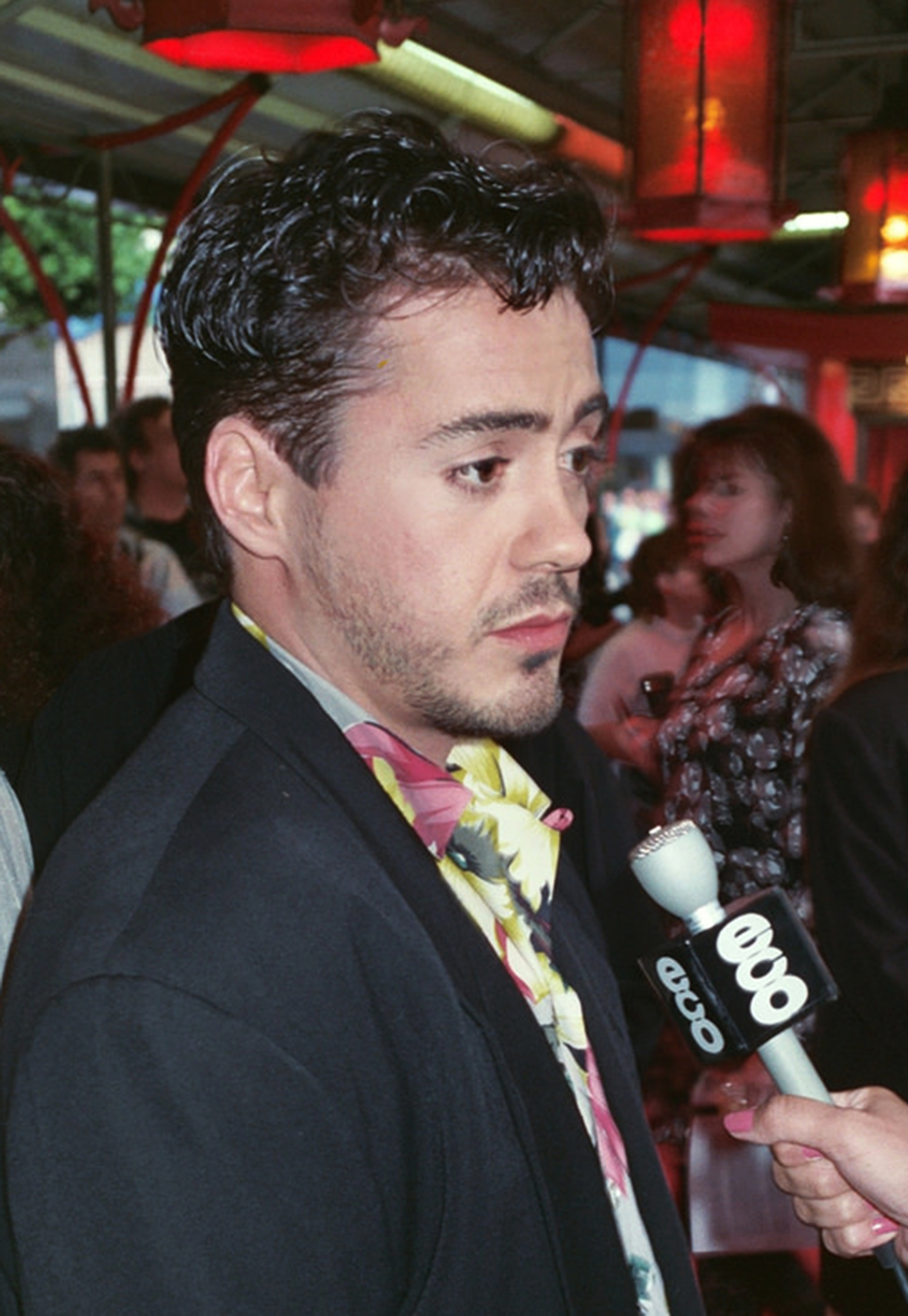
داونی در حال مصاحبه در جشنواره نمایش فیلم هواپیمایی آمریکا (۱۹۹۰)

از سال ۱۹۹۶ تا ۲۰۰۱، داونی چندین بار با اتهامات مربوط به مواد مخدر از جمله کوکائین، هروئین و ماری‌جوانا بازداشت شد. او چندین بار تصمیم به ترک و درمان اعتیاد به مواد مخدر گرفت اما ناکام بود. داونی در ۱۹۹۹ دربارهٔ مواد مخدر به قاضی گفت: «مثل این است که یک شاتگان در دهانم گذاشته‌ام و انگشتم روی ماشه است ولی من طعم فلز اسلحه را دوست دارم.» او ادعا داشت که اعتیادش از هشت سالگی و با توجه به معتاد بودن پدرش آغاز شده.
در آوریل ۱۹۹۶، داونی برای حمل هروئین، کوکائین، و یک هفت‌تیر مگنوم ۳۵۷ خالی در سان‌ست بلوار دستگیر شد. او یک ماه بعد در حالی که عفو مشروط داشت، تحت تأثیر مواد مخدر بدون اجازه به خانه یکی از همسایگانش وارد شد و در یکی از اتاق‌ها خوابید. او به سه سال تحت نظر بودن و انجام آزمایش‌های مربوط به مواد مخدر محکوم شد. در سال ۱۹۹۷ یکی از آزمایش‌های مواد مخدر او مثبت اعلام شد و مجبور شد شش ماه را در زندان لس‌آنجلس بگذراند.
داونی در سال ۱۹۹۹ و پس از انجام دوباره تست‌های پزشکی بار دیگر دستگیر شد. او به مدت سه‌سال در کالیفرنیا و زندان ایالت کورکوران زندانی شد و به خاطر حضور نیافتن در تمرینات یکی از پروژه‌هایش در تلویزیون، از نقش و اجرای خود اخراج شد.
او حدود یک سال در مرکز درمان مصرف مواد مخدر کالیفرنیا و زندان ایالتی کالیفرنیا به سر برد، و با پرداخت ۵۰۰۰ دلار به قید وثیقه آزاد شد. یک هفته پس از آزادی در سال ۲۰۰۰ به ایفای نقش در سریال الی مک‌بل پرداخت. و سال بعد نامزد جایزه امی بهترین بازیگر نقش مکمل مرد و برنده جایزه گلدن گلوب بهترین بازیگر نقش مکمل مرد شد. او همچنین به عنوان نویسنده و خواننده با وندا شپارد (در سریال الی مک‌بل) و استینگ (در قطعه هر نفسی که می‌کشی) همکاری کرد؛ و در ژانویه ۲۰۰۱ برای ایفای نقش هملت به کارگردانی مل گیبسون انتخاب شد.
قبل از پایان فصل اول سریال الی مک‌بل و در پایان تعطیلات سال ۲۰۰۰، داونی بار دیگر در هتل مرو گریفین در پام اسپرینگز، کالیفرنیا دستگیر شد. او در هنگام دستگیری تحت تأثیر کوکائین و والیوم بود. اگر چه امکان داشت داونی به چهار سال و هشت ماه زندان محکوم شود اما او قراردادهایی برای بازیگری امضا کرد.
او بار دیگر در آوریل ۲۰۰۱ در حالی که از زندان آزاد شده بود بیرون از لس‌آنجلس و در شهر کالور سیتی توسط یک افسر پلیس دستگیر شد، اگرچه آزمایش‌ها نشان داد که او کوکائین مصرف کرده اما چند ساعت بعد آزاد شد. پس از آخرین دستگیری، دیوید ای کلی و دیگر اعضای برنامه الی مک‌بل داونی را مورد حمایت قرار دادند و سعی کردند او را از لحاظ روحی احیا کنند. او در ژوئیه ۲۰۰۱، به بازپروری فرستاده شد و سه سال آزادی مشروط دریافت کرد.
در ۱۸ دسامبر ۲۰۰۰، مقاله‌ای در مجله پیپل با عنوان «بدتر از آن»، به نویسنده «الکس ترسنیوفسکی» منتشر شد که در آن نوشته شده بود: «داونی به بیماری اختلال دوقطبی مبتلا بوده و بارها تحت روان‌درمانی قرار گرفته‌است.» در همین مقاله منیژه نیک‌اختر روان‌پزشک لس‌آنجلس نوشت: «مدت‌ها پیش نامه‌ای از داونی دریافت کرده که در آن داونی درخواست مشاوره داشته‌است، و این نکته را ذکر کرده که تا به حال مورد ارزیابی کامل روان‌شناسی قرار نگرفته‌است… او از داونی می‌پرسد که آیا مبتلا به اختلال دوقطبی است یا نه، و داونی جواب می‌دهد: آه، بله، زمان‌هایی وجود دارد که من آدم ولخرج و بیش‌فعالی می‌شوم و البته گاهی هم کاملاً برعکس دست به هیچ کاری نمی‌زنم.» البته داونی با قاطعیت افسردگی و شیدایی را رد می‌کند و اظهار دارد هیچ گونه اختلال خلقی و روانی در او وجود ندارد.

### ۲۰۰۱–۲۰۰۷: بازگشت به کار

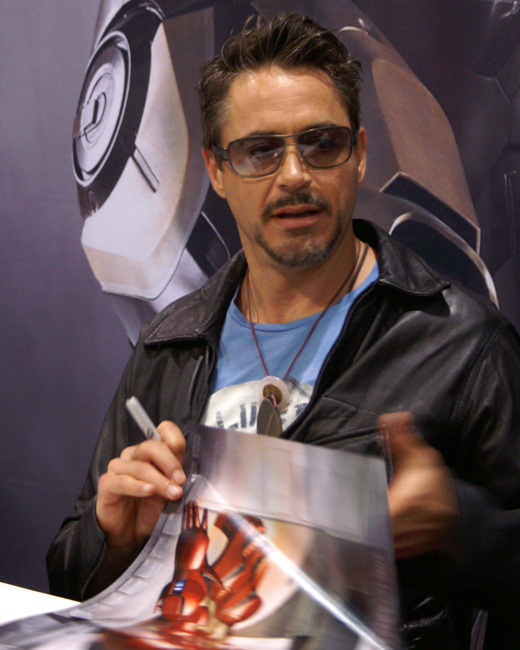
داونی در کامیک-کان بین‌المللی سن دیگو برای ایفای نقش مرد آهنی (۲۰۰۷)

داونی پس از پنج سال، مصرف مواد را ترک کرد و به بازیگری بازگشت. او در در نوامبر ۲۰۰۴ دربارهٔ تلاش‌های ناموفق برای کنترل مواد گفت: «من واقعاً نمی‌دانم که آیا باید به بازپروری بروم یا نه؟ خب، من کشتی شکسته‌ای هستم که کارم را از دست داده‌ام و همسرم نیز مرا ترک کرده.»
داونی در اوت ۲۰۰۱ و پس از بازپروری دوباره مشغول به کار شد. التون جان اولین کسی بود که بعد از بازپروری داونی با او همکاری کرد و دربارهٔ آن همکاری گفت: «او کاملاً آرام به نظر می‌رسد و شرایط فوق‌العاده‌ای دارد.»
او در سال ۲۰۰۳ با مل گیبسون که از دوستان نزدیکش بود در فیلم کارآگاه آوازخوان هم‌بازی شد. پس از آن در فیلم گوتیکا با جوئل سیلور هم بازی شد. او همچنین در فیلم کیس کیس بنگ بنگ با جوئل سیلور بازی کرد. او در همین سال‌ها با سوزان لوین آشنا شد.
پس از فیلم گوتیکا، داونی در فیلم‌های متعددی نقش اصلی و مکمل را بازی کرد. از فیلم‌های خوبی که در آن سال‌ها بازی کرده می‌توان به راهنمایی برای تشخیص قدیسان تو، شب‌بخیر و موفق باشید، پویانمایی یک پوینده تاریک (داونی در این پویانمایی نقش یک معتاد را اجرا می‌کند) و خز به کارگردانی استیون شینبرگ اشاره کرد.
در ۲۳ نوامبر ۲۰۰۴، داونی اولین آلبوم موسیقی خود را به نام آینده پژوهان منتشر کرد. پوستر این آلبوم توسط داونی و پسرش ایندیو فالکون داونی طراحی شده بود. این آلبوم نقدها متفاوتی دریافت کرد. اما داونی در سال ۲۰۰۶ اظهار داشت که احتمالاً آلبوم دیگری را نخواهد ساخت، چرا که احساس می‌کرد انرژی‌ای که برای ساخت این آلبوم صرف کرده جبران نشده.
در سال ۲۰۰۶، داونی با صداپیشگی در پویانمایی مرد خانواده به تلویزیون بازگشت. او قبلاً با کارکنان تولید این انیمیشن تماس گرفته بود و گفته بود که به دلیل علاقه پسرش ایندیو به این پویانمایی علاقه به صداپیشگی در این برنامه دارد. تولیدکنندگان این پیشنهاد را پذیرفتند و صداپیشگی شخصیت پاتریک پاورستشیدت را به عهده داونی گذاشتند.
او همچنین در سال ۲۰۰۶ با پیشنهاد انتشارات هارپرکالینز موافقت کرد تا خاطرات خود را به صورت یک کتاب به چاپ برساند. با این حال در سال ۲۰۰۸ نوشتن کتاب را متوقف، و از این کار صرف نظر کرد.
او همچنین در سال ۲۰۰۷، در فیلم زودیاک ظاهر شد. این فیلم براساس یک داستان واقعی بود و داونی در آن نقش روزنامه‌نگاری به نام پال آیوری را بازی می‌کرد.

### ۲۰۰۸–اکنون: مرد آهنی، فیلم‌های پرفروش و موفقیت‌های بیشتر

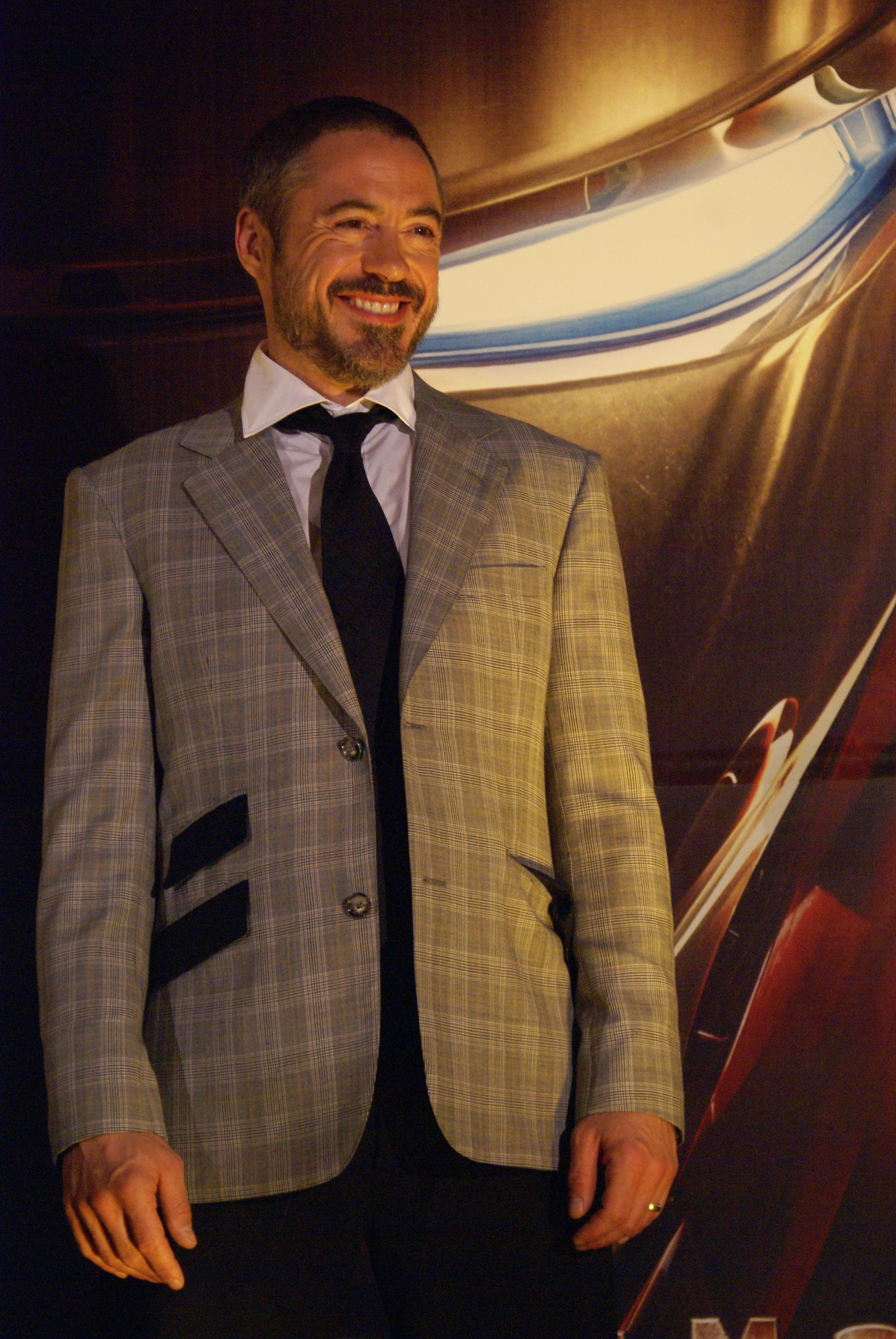
داونی در مکزیکو سیتی (۲۰۰۸)

با تمام موفقیت‌های مهم داونی در طول زندگی حرفه‌ای، موفقیت اصلی او در فیلم تندر استوایی به دست آمد. بن استیلر که در این فیلم با داونی هم‌بازی بود دربارهٔ بازی و موفقیت داونی و فروش خوب این فیلم در گیشه تابستان در مجله تایم نوشت:
بله، داونی مرد آهنین است، او واقعاً یک بازیگر است… او مانند یک پادشاه با استعداد حکم می‌کند و تسلط بالایی بر کارش دارد.
در سال ۲۰۰۷، داونی به عنوان بازیگر نقش مرد آهنی انتخاب شد. جان فاورو کارگردان فیلم دربارهٔ این انتخاب توضیح داد: «داونی بهترین انتخاب نبود، اما او ویژگی ذاتی شخصیت را فهمید و بسیاری از تجربیات تونی استارک را در خود دید. فاورو همچنین ادعا داشت که داونی همان حالتی را در بازی مرد آهنی دارد که جانی دپ در دزدان دریایی کارائیب دارد. او برای ایفای نقش مرد آهنی باید بیشتر از ۲۰ پوند ماهیچه در عرض پنج ماه به‌دست می‌آورد تا بتواند این نقش را بازی کند.»
مرد آهنی بین ۳۰ آوریل تا ۳ می ۲۰۰۸ در سطح جهانی منتشر شد و ۵۸۵ میلیون دلار درآمد داشت. و داونی را به بازیگری برجسته تبدیل کرد. داونی در اکتبر همان سال موافقت کرد که به عنوان مرد آهنی در دو فیلم دیگر بازی کند و همچنین به گروه بازیگران فیلم تیم انتقام جویان بپیوندد. سرانجام او در فیلم انتقام‌جویان (۲۰۱۲) حضور پیدا کرد و جایگاه خود را در مارول تثبیت کرد.
پس از مرد آهنی، داونی در کنار بن استیلر و جک بلک در تندر استوایی ظاهر شد. این سه بازیگر با هم نقش‌های اصلی فیلم بودند. در این فیلم داونی نقش فردی به نام کریک لازاروس را برعهده دارد. لازاروس در فیلم، بازیگری مشهور است که برنده جوایز مختلف سینمایی شده.
هنگامی که هری اسمیت (روزنامه‌نگار تلویزیونی آمریکایی) در مصاحبه‌ای با داونی مدلی از لازاروس خواست داونی پاسخ داد: «متأسفانه، خودم.»
این فیلم در ۱۳ اوت ۲۰۰۸، در ایالات متحده منتشر شد و ۸۳ درصد آراء مثبت و میانگین نمره ۷۱ را به ترتیب از وبگاه‌های راتن تومیتوز و متاکریتیک به‌دست‌آورد و فیلم در نهایت بیش از ۱۸۰ میلیون دلار فروش داشت. داونی به خاطر بازی در این فیلم نامزد جایزه اسکار بهترین بازیگر نقش مکمل مرد شد.

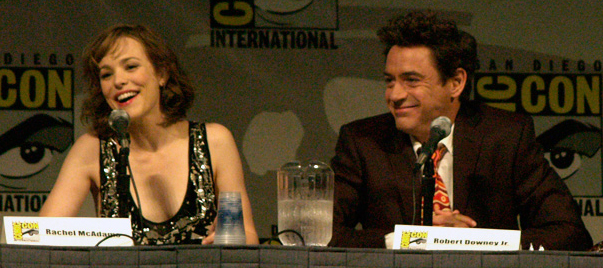
ریچل مک آدامز در کنار رابرت داونی جونیور در کمیک کان (۲۰۰۹)

او اواسط سال ۲۰۰۸، در فیلم تکنواز به ایفای نقش پرداخت. انتشار این فیلم به دلیل برنامه‌ریزی کوتاه مدت به تأخیر افتاد و توسط پارامونت پیکچرز منتشر شد. منتقدانی که این فیلم را در سال ۲۰۰۸ دیدند، احتمال دادند که این فیلم نامزد جایزه اسکار شود.
یکی از نقش‌های مهم داونی پس از مرد آهنی ایفای نقش شرلوک هولمز در فیلم شرلوک هولمز به کارگردانی گای ریچی بود. این فیلم توسط وارنر برادرز در ۲۵ دسامبر ۲۰۰۹ منتشر شد. این فیلم در گیشه فروش بسیار بالایی داشت و هشتمین فیلم پرفروش ۲۰۰۹ شد. داونی در این فیلم برنده جایزه گلدن گلوب بهترین بازیگر نقش اول مرد در یک فیلم موزیکال یا کمدی شد. او در سخنرانی ای در همان سال دربارهٔ این عنوان گفت: «من هیچ صحبتی برای گفتن آماده نکردم زیرا همسرم به من گفته‌است که مت دیمون (برای فیلم اطلاع‌رسانی!) برنده این جایزه خواهد شد؛ بنابراین خودم را برای سخنرانی کردن آماده نکردم.»
او در مه ۲۰۱۰ دوباره در نقش تونی استارک در فیلم مرد آهنی ۲ ظاهر شد. این فیلم هفتمین فیلم پرفروش ۲۰۱۰ شد. پس از آن در یک فیلم جاده‌ای به نام موعد مقرر در کنار زک گالیفیاناکیس به بازیگری پرداخت، این فیلم بیش از ۲۱۱ میلیون دلار فروش داشت و در بین ۳۶ فیلم برتر سال ۲۰۱۰ قرار گرفت. و بعد از این فیلم در دنباله فیلم شرلوک هولمز به نام شرلوک هلمز: بازی سایه‌ها به ایفای نقش پرداخت. این فیلم در گیشه ۵۴۵ میلیون دلار فروش داشت.
او در سال ۲۰۱۲ در فیلم انتقام‌جویان ظاهر شد. این فیلم با نقدهای مثبتی روبه‌رو شد و سومین فیلم پرفروش ایالات متحده و جهان شد. سپس در فیلم قاضی به ایفای نقش پرداخت. این فیلم در افتتاحیه جشنواره بین‌المللی فیلم تورنتو در سال ۲۰۱۴ به نمایش درآمد. پس از فیلم قاضی داونی در فیلم‌های مرد آهنی ۳ (۲۰۱۳)، انتقام‌جویان: عصر اولتران (۲۰۱۵)، کاپیتان آمریکا: جنگ داخلی (۲۰۱۶)، مرد عنکبوتی: بازگشت به خانه (۲۰۱۷)، انتقام‌جویان: جنگ ابدیت (۲۰۱۸) و انتقام‌جویان: پایان بازی (۲۰۱۹) به ایفای نقش پرداخت. داونی در سال ۲۰۱۹ مجری برنامه عصر هوش مصنوعی که یک سریال مستند در یوتیوب بود شد.
داونی در سال ۲۰۲۰ در نقش دکتر دولیتل در فیلم دولیتل حاضر شد. وی در این فیلم به عنوان یک پزشک قرن نوزدهم میلادی است که می‌تواند با حیوانات صحبت کند. این فیلم، دومین فیلم تیم داونی به‌شمار می‌رفت. این فیلم یک بمب گیشه بود و با نقدهایی چون «خیلی طولانی [و] بی جان» منفی ارزیابی شد. او در سال ۲۰۲۳ نقش لوئیس استراوس را در فیلم اوپنهایمرِ کریستوفر نولان بازی کرد. این فیلم موفقیتی هنری و تجاری بود و منتقدان نقش‌آفرینی او را ستایش کردند. او برای این نقش جوایز گلدن گلوب، بفتا، انجمن بازیگران فیلم و اسکار بهترین بازیگر نقش مکمل مرد را دریافت کرد.
داونی قرار است در فیلم کمدی ورزشی درام تعطیلات آل‌آستار به کارگردانی جیمی فاکس حضور داشته باشد.

## سرمایه‌گذاری‌های دیگر

### موسیقی
داونی در چندین فیلم از جمله چاپلین، بیش از حد خورشید، دو دختر و یک مرد، دوستان و عاشقان، کارآگاه آوازخوان و کیس کیس بنگ بنگ خوانندگی کرد. او همچنین در سال ۲۰۰۱ در موزیک ویدیوی من عشق می‌خواهم با التون جان همکاری کرد. وی در سال ۲۰۰۴ آلبوم موسیقی خود به نام آینده پژوهان را منتشر کرد. او همچنین تجربه‌های زیادی را با خوانندگی در سریال الی مک‌بل به دست آورد.

### شرکت تولید فیلم
در ۱۴ ژوئن ۲۰۱۰، داونی و همسرش سوزان داونی شرکت تولید فیلم خود را به نام تیم داونی، افتتاح کردند. اولین پروژه این شرکت فیلم قاضی بود.

## زندگی شخصی

### روابط و خانواده
داونی در مجموعه اولین بار، با سارا جسیکا پارکر آشنا شد، اما این زوج به دلیل اعتیاد از هم جدا شدند. او در ۲۹ مه ۱۹۹۲ با دبورا فالکونر ازدواج کرد. اولین پسر آن‌ها در سپتامبر ۱۹۹۳ به دنیا آمد، اما این زوج در ۲۶ آوریل ۲۰۰۴ از هم جدا شدند.

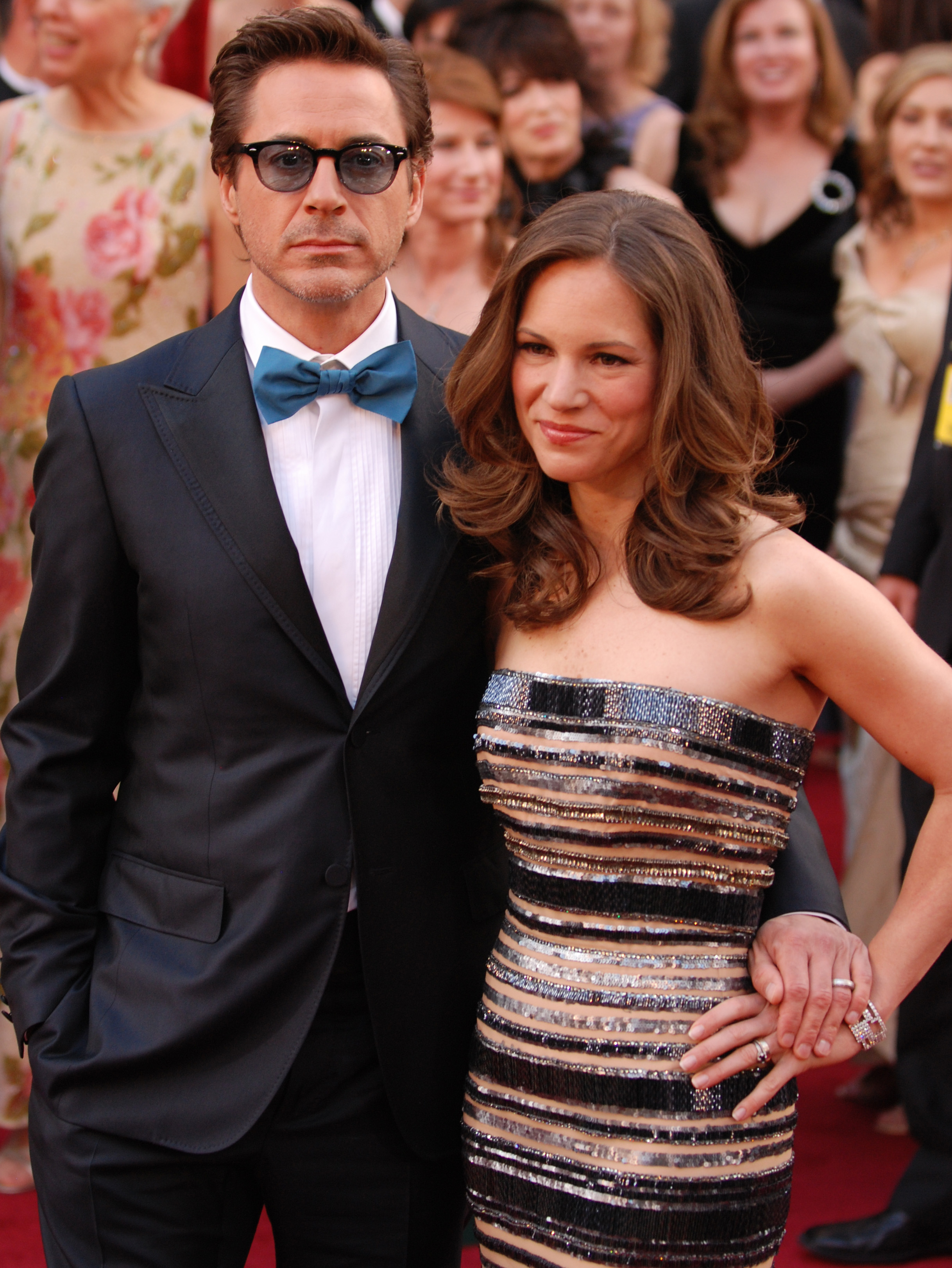
داونی و همسرش سوزان لوین در مراسم اسکار (۲۰۱۰)

در سال ۲۰۰۳، داونی، با سوزان لوین تهیه‌کننده فیلم، برای ایفای نقش در فیلم گوتیکا ملاقات کرد. داونی و سوزان در طول تولید فیلم با هم آشنا شدند و اگرچه دو بار دوستی آن‌ها به هم خورد، اما این دو سرانجام در اوت ۲۰۰۵ در نیویورک ازدواج کردند. داونی چند وقت بعد در مصاحبه‌ای اعلام کرد که نام همسرش را به صورت "Suzie Q" بر روی دستش خالکوبی کرده‌است. اولین فرزند آن‌ها در فوریه ۲۰۱۲ و دومین فرزندشان در نوامبر ۲۰۱۴ به دنیا آمد.
از زمان همکاری داونی با مل گیبسون در فیلم هواپیمایی آمریکا این دو دوستان صمیمی و نزدیک هم شدند. پس از بحث‌ها و حاشیه‌های فیلم مصائب مسیح، داونی در مقابل انتقادها از گیبسون دفاع کرد و گفت «هیچ‌کس کامل نیست.» گیبسون دربارهٔ داونی گفته‌است: «او از اولین کسانی بود تماس گرفت و دست دوستی دراز کرد.» در اکتبر ۲۰۱۱، داونی در بیست و پنجمین مراسم جوایز سینماتیک آمریکا برنده شد و از مل گیبسون دعوت کرد تا با او به جایگاه گرفتن جایزه بیاید.

### اعتیاد و هوشیاری
داونی ادعا می‌کند که از ژوئیه ۲۰۰۳ عاری از مواد مخدر بوده‌است و با کمک همسرش از مواد الکلی هم استفاده نمی‌کند. او از روش‌های درمانی مثل مدیتیشن، دوازده قدم و یوگا استفاده می‌کند و ورزش‌های رزمی چون وینگ‌چون و کونگ‌فو را هم در برنامه ورزشی خود قرار داده‌است. او هنرهای رزمی را از اریک ایورام یادگرفته‌است. اریک ایورام در چندین فیلم مشاور آموزش هنرهای رزمی داونی بوده و در دو فیلم انتقام‌جویان: عصر اولتران و کاپیتان آمریکا: جنگ داخلی به صورت شخصی به داونی آموزش می‌داده‌است. داونی در دسامبر ۲۰۱۵، از سوی فرماندار کالیفرنیا، جری براون عفو کامل و بدون قیدوشرط دریافت کرد و تمام محکومیت‌های اعتیاد وی بخشیده شد. همچنین اریک ایورام نیز در نامه‌ای به جری بروان از بخشش محکومیت‌های داونی حمایت کرد.

### اعتقادات مذهبی
داونی اعتقادات مذهبی خود را یهودی-بودایی توصیف کرده. او در گذشته به دین مسیحیت و جنبش انجمن بین‌المللی آگاهی کریشنا نیز علاقه‌مند بوده‌است.

### دیدگاه‌های سیاسی
داونی در هیئت ائتلاف ضد تروریستی خدمت می‌کند.
او همچنین در سال ۲۰۱۶ همراه دیگر هنرمندان مشهور در اعتراضات علیه ریاست‌جمهوری دونالد ترامپ شرکت کرد و مردم را تشویق کرد در انتخابات ریاست‌جمهوری ۲۰۱۶ آمریکا شرکت کنند.

## ترانه‌شناسی

### آلبوم استودیویی
آینده پژوهان (۲۰۰۴)

### حضور در موسیقی متن فیلم
| سال  | ترانه              | موسیقی متن       | توضیحات               |
| ---- | ------------------ | ---------------- | --------------------- |
| ۱۹۹۲ | «لبخند»            | «چاپلین»         | در آینده پژوهان       |
| ۱۹۹۳ | «پرچم پرستاره»     | قلب و ارواح      | با همکاری بی.بی. کینگ |
| ۲۰۰۰ | «کریسمس سفید»      | الی مک‌بل         | با همکاری وندا شپارد  |
| ۲۰۰۰ | «رودخانه»          | الی مک‌بل         |                       |
| ۲۰۰۱ | «هر نفسی که می‌کشی» | الی مک‌بل         | با همکاری استینگ      |
| ۲۰۰۱ | «شانس»             | الی مک‌بل         | با همکاری وندا شپارد  |
| ۲۰۰۱ | «مارها»            | الی مک‌بل         |                       |
| ۲۰۰۳ | «در رویاهای من»    | کارآگاه آوازخوان |                       |
| ۲۰۰۵ | «شکسته»            | کیس کیس بنگ بنگ  | در آینده پژوهان       |